# Metallura odomae
Metallura odomae là một loài chim trong họ Trochilidae.